# Кайсин, Валерий Михайлович
Вале́рий Миха́йлович Ка́йсин (р. 18 ноября 1952 в дер. Кобляки Слободского района Кировской области — 25 сентября 2005 г., Киров) — российский политический и государственный деятель.
Председатель Законодательного Собрания Кировской области (2003—2005). Депутат, заместитель Председателя Законодательного Собрания Кировской области (Кировской областной Думы) 1-3 созывов (1994—2003).
Награждён почётной грамотой Совета Федерации РФ, медалью ордена «За заслуги перед отечеством» 2 степени.

## Биография
Родился 18 ноября 1952 года в деревне Кобляки Слободского района Кировской области.

### Образование
1972 году окончил Халтуринский сельскохозяйственный техникум.
1982 году окончил Кировский политехнический институт по специальности «инженер-механик».
1998 году окончил Волго-Вятскую академию государственной службы по специальности «Государственное и муниципальное управление».

### Работа
1974—1976 годы работал на фанерном комбинате г. Слободского.
1976—1985 годы работал в должностях конструктор, секретарь комитета ВЛКСМ, механик, начальник цеха на Нововятском лыжном комбинате.
1985—1989 годы был заместителем председателя, а потом председателем Нововятского горисполкома.
1989—1994 годы — глава администрации Нововятского района города Кирова.
1994—2003 годы — заместитель Председателя Законодательного Собрания Кировской области (Кировской областной Думы) 1 — 3 созывов (избран депутатом областной думы 1 созыва в 1994 году, 2 созыва — в 1997 году, 3 созыва — в 2001 году).
26 декабря 2003 года избран председателем Законодательного Собрания Кировской области третьего созыва.

### Смерть
Тело Валерия Кайсина с огнестрельным ранением головы было обнаружено его сыном утром 25 сентября 2005 года в его гараже в Нововятском районе Кирова.
На место происшествия прибыла следственно-оперативная группа под руководством прокурора, начальника УВД и руководителя УФСБ Кировской области. Окончательная причина смерти В. М. Кайсина не установлена, рассматривалось несколько версий его гибели.
Часто упоминается версия самоубийства.
Также по факту гибели было заведено уголовное дело по 1 части статьи 109 УК РФ («причинение смерти по неосторожности»).
По информации Прокуратуры Кировской области, зафиксированное на месте происшествия положение тела Кайсина и его охотничьего карабина, а также следы от выстрела дают основания предполагать, что смерть могла наступить в результате неосторожного обращения с оружием. Из гаража спикера не пропал ни автомобиль, ни другое имущество.
Пресс-служба прокуратуры заявила, что «положение тела и оружия, а также характер ранения, которое оказалось смертельным, позволяют предположить, что смерть наступила в результате неосторожного обращения с оружием.»